# Idries Shah
Idries Shah (16. června 1924 – 23. listopadu 1996) byl skotsko-afghánský mystik a spisovatel perské národnosti.

## Rodina
Shah pocházel z otcovy strany z urozené afghánské rodiny, jeho matka byla Skotka. On sám se narodil v Britské Indii, většinu života ale žil a působil v Anglii.

## Dílo
Shah byl znalcem islámské mystiky, zajímal se ale také o orientální magii a čarodějnictví. Za klíčové bývá považováno jeho dílo Súfijci (1964, The Sufis) – pokus o přiblížení súfismu západnímu člověku. Dalším dílem bylo jeho literární zpracování příběhů legendárního lidového mudrce a vtipálka Mully Nasreddina, známého také pod jménem Nasreddin Hodža.

## Další působení
Založil Idries Shah Foundation, organizaci, která se věnuje záchraně a podpoře (zejména literárního) kulturního dědictví a spolupracuje také s UNESCO.